# ОШ „Драгиша Луковић Шпанац” Крагујевац
Основна школа "Драгиша Луковић-Шпанац" је образовно-васпитна установа крагујевачком насељу Белошевац. Има два истурена одељења у Баљковцу и Доњој Сабанти.

## Историјат
Основна школа "Драгиша Луковић-Шпанац" се налази на магистралном путу Крагујевац-Јагодина у насељу Белошевац. Прва школа у овом насељу датира још из давне 1918. год. У недостатку простора школа је организована у кућама виђенијих Белошевчана. У кући Душана Радовановића у засеоку Речани 1918. год. је почело организовано образовање-прва школа, а у засеоку Бугар-мала у кући Циге Димитријевића.
Прва зидана школска зграда гради се 1928. год. на месту где се и данас налази школа, упоредо са зградом школе у Баљковцу, а заједнички управитељ је био Драгиша Михајловић. Школа тада није имала друго име до "Доња школа"-школа у Белошевцу и "Горња школа"-школа у Баљковцу.

### Школа после рата
После рата школа добија име Драгише Луковића мештанина-борца у шпанском рату. Развојем образовања уопште 1953. године школа први пут уписује ученике у 5. разред, а 1956. год. постаје потпуна осмогодишња школа. миграцијом становништва из околних села стара школа постаје претесна , па 1961. год. тадашњи директор школе Милорад Ђорђевић-Уча, заједно са мештанима гради нову школску зграду, која постоји и данас и у њој се одвија настава. Школа се даље шири, напредује и расте, па се јавља потреба за новим простором. Тако 1980. године на месту прве школе почиње изградња још једне зграде са још 8 учионица и 3 кабинета. У исто време почиње се и са изградњом фискултурне сале. Тако да данас школа располаже са свим потребним објектима за извођење савремене наставе.

#### Школа данас
Школа је организована као самостална осморазредна васпитно-образовна установа, у чијем оквиру су истурена одељења у Баљковцу и Доњој Сабанти.

## Материјално-технички услови
Основна школа се састоји од две спојене зграде и фискултурне сале. Поседује два спољна школска терена. За извођење образовно-васпитног рада школа располаже просторијама које одговарају прописаним нормативима.

### Васпитно-образовни рад
Васпитно образовни рад је организован у у петодневној радној недељи у две смене у матичној школи и у једној смени у истуреним одељењима. Одељења продуженог боравка стално похађају наставу пре подне.
У школи је организована исхрана за ученике који су у продуженом боравку, као и ужина за остале ученике.
Ученици од I-IV разреда изучавали су енглески језик, а од V-VIII понуђена су још два страна језика –укупно три ( енглески, немачки и руски).
Од изборних предмета у школи су били заступљени следећи: Грађанско васпитање/ верска настава, од играчке до рачунара, чувари природе, лепо писање и народна традиција према избору ученика.
Ученици петог разреда су као обавезни изборни предмет изучавали други страни језик /немачки, и као изборни предмет, основе информатике и рачунарства и цртање сликање и вајање. Ученици петог разреда су као трећи час физичког имали и изабрани спорт.
За ученике петог и шестог и седмог разреда организована је настава изборног предмета: Грађанско васпитање/ верска настава.
Ученици седмог и осмог разреда имали су организовану наставу информатике и рачунарства.

## Табла са именима страдалих грађана
На улазу у школу, налази се мермерна табла са именима страдалих грађана Белошевца и Баљковца у Другом светском рату.